# Liste des ordres, décorations et médailles de l'Allemagne
La liste d'ordres civils et militaires allemands récapitule les ordres civils et militaires d'Allemagne par région et par époque.

## Saint-Empire,Confédération germaniqueetconfédération du Nord

### Bade
- Ordre de Saint-Hubert (Bavière) Créé en 1444 par Gerhard V duc de Juliers, de Clèves et de Berg. Rétabli en 1709 par Jean-Guillaume de Neubourg duc de Juliers. Confirmé en 1718 par Charles-Philippe prince électoral et en 1800 par le roi Maximilien-Joseph IV;
- Ordre de la Fidélité (Bade), créé en 1715 par Charles-Guillaume de Bade-Durlach;
- Ordre du mérite militaire de Charles-Frédéric, fondé en 1807 par le grand-duc Charles Ier de Bade;
- Ordre du Lion de Zaeringen, fondé en 1812 par le grand-duc Charles II de Bade.
- Ordre de Berthold Ier, fondé en 1877 par le grand-duc Frédéric Ier de Bade.

| Ordre de Saint-Hubert (Bavière) (1444) | Ordre de la Fidélité (Bade) (1715) | Ordre du mérite militaire de Charles-Frédéric (1807) | Ordre du Lion de Zaeringen (1812) | Ordre de Berthold Ier (1877) |
| -------------------------------------- | ---------------------------------- | ---------------------------------------------------- | --------------------------------- | ---------------------------- |
|                                        |                                    |                                                      |                                   |                              |
|                                        |                                    |                                                      |                                   |                              |

### Bade-Durlach
- Ordre de la Fidélité de Bade, fondé en 1715 par Charles-Guillaume de Bade-Durlach, renouvelé en 1803 par le grand-duc Charles-Frédéric

### Bavière
| Ordre de Saint-Hubert (Bavière) (1444) | Ordre de Saint-Michel (Bavière) (1693) | Ordre de Saint-Georges (Bavière) (1729) | Ordre de Sainte-Élisabeth (1766) | Ordre de Sainte-Anne (Bavière) (de) (1784) |
| -------------------------------------- | -------------------------------------- | --------------------------------------- | -------------------------------- | ------------------------------------------ |
|                                        |                                        |                                         |                                  |                                            |
|                                        |                                        |                                         |                                  |                                            |

- Ordre de Saint-Hubert (Bavière), fondé en 1444 par Gerhard V de Juliers duc de Juliers, de Clèves et de Berg. Rétabli en 1709 par Jean-Guillaume de Neubourg duc de Juliers. Confirmé en 1718 par Charles-Philippe de Bavière prince électoral et en 1800 par le roi Maximilien-Joseph IV de Bavière
- Ordre au mérite de Saint-Michel (Bavière), fondé en 1693 par l'électeur Clément de Bavière
- Ordre royal de Saint-Georges pour la défense de l'Immaculée Conception fondé en 1729 par l'électeur Charles-Albert de Bavière
- Ordre de Sainte-Élisabeth (Femmes), fondé en 1766 par l'électrice Élisabeth-Auguste de Palatinat-Soulzbach
- Ordre de Sainte-Anne (Bavière) (de) (Femmes), fondé en 1784 par l'électrice Marie-Sophie de Bavière

| Ordre militaire de Maximilien-Joseph de Bavière (1797) | Ordre du mérite civil de la Couronne de Bavière (1808) | Ordre royal de Louis de Bavière (de) (1827) | Ordre de Thérèse (1827) | Ordre de Maximilien (1784) |
| ------------------------------------------------------ | ------------------------------------------------------ | ------------------------------------------- | ----------------------- | -------------------------- |
|                                                        |                                                        |                                             |                         |                            |
|                                                        |                                                        |                                             |                         |                            |

- Ordre militaire de Maximilien-Joseph de Bavière, fondé en 1797 par le prince électeur Charles Théodore de Bavière et élevé au rang d'ordre de chevalerie par le roi Maximilien-Joseph Ier en 1806
- Ordre du mérite civil de la Couronne de Bavière, fondé en 1808 par le roi Maximilien Joseph Ier
- Ordre royal de Louis de Bavière (de), fondé en 1827 par le roi Louis Ier
- Ordre de Thérèse (femmes), fondé en 1827 par la reine Thérèse de Bavière
- Ordre de Maximilien, fondé en 1853 par le roi Maximilien II

| Ordre du Mérite militaire de Bavière) (1866) | Ordre de la Concorde de Bayreuth (de) (1660) | Ordre du Lion de Bavière (1778) |
| -------------------------------------------- | -------------------------------------------- | ------------------------------- |
|                                              |                                              |                                 |
|                                              |                                              |                                 |

- Ordre du Mérite militaire de Bavière, fondé en 1866 par le roi Louis II
- Ordre du mérite (femmes), fondé en 1870 par le roi Louis II
- Ordre de la Concorde de Bayreuth (de) (margraviat de Bayreuth), créé en 1660
- « Ordre du Lion de Bavière » (en allemand : Orden vom Pfälzer Löwen) : Ordre du Lion palatin)[1] : Fondé en 1778 par le prince-électeur Charles Théodore de Bavière, ordre aboli par Maximilien Ier de Bavière en 1808.

### Brandebourg
- Ordre de la Sincérité (chevalerie), fondé en 1690 par Jean-Georges IV électeur de Saxe et Frédéric III électeur de Brandebourg

### Brunswick
- Ordre d'Henri le Lion, fondé en 1834 par le duc Guillaume

### Hanovre
- Ordre royal des Guelfes, fondé en 1815 par George IV du Royaume-Uni
- Ordre de Saint-Georges (Hanovre), fondé en 1839 par Ernest-Auguste Ier de Hanovre
- Ordre d'Ernest-Auguste (en), fondé en 1865 par Georges V de Hanovre

| Ordre royal des Guelfes (1815) | Ordre de Saint-Georges (Hanovre) (1839) | Ordre d'Ernest-Auguste (en) (1865) |
| ------------------------------ | --------------------------------------- | ---------------------------------- |
|                                |                                         |                                    |
|                                |                                         |                                    |

### Grand-duché de Hesse
- Ordre de Louis, fondé en 1807 par le grand-duc Louis Ier
- Ordre de Philippe le Magnanime, fondé en 1840 par le grand-duc Louis II
- Croix de la Santé militaire, fondée en 1870 par le grand-duc Louis III.

### Électorat de Hesse
- Ordre du Casque de fer, fondé en 1814 par l'électeur Guillaume Ier
- Ordre de Guillaume, fondé en 1851 par l'électeur Guillaume Ier

### Hohenlohe
- Ordre du Phénix de Hohenlohe : créé en 1757 par le prince Philippe-Ernest Ier de Hohenlohe-Waldenbourg-Schillingsfürst.

### Lippe-DetmoldetSchaumbourg-Lippe
- Ordre de la Croix de Lippe, fondé en 1869 par le prince Léopold III de Lippe

### Mecklembourg-SchwerinetStrelitz
- Ordre pour la vertu militaire, fondé en 1769 par le landgrave Frédéric II, devenu en 1820 ordre du mérite militaire
- Ordre du Lion d'or, fondé en 1770 par le landgrave Frédéric II
- Ordre de la Couronne de Wende, fondé en 1864 par le grand-duc François II
- Ordre de la Grand-Croix (Femmes), fondé en 1864 par le grand-duc François II

### Nassau
- Ordre du Lion d'or, fondé en 1858 par le duc Adolphe de Luxembourg
- Ordre d'Adolphe de Nassau, fondé en 1858 par le duc Adolphe de Luxembourg

### Oldenbourg
- Ordre du Mérite du duc Pierre-Frédéric-Louis, fondé en 1838 par le grand-duc Auguste

### Prusse
- Ordre Teutonique, fondé en 1190
- Ordre du Cygne, fondé en 1440 par l'électeur Frédéric II
- Ordre du mérite militaire, fondé en 1665 par le prince Charles
- Ordre "De la Générosité", fondé en 1685 par Frédéric Ier électeur de Brandebourg puis roi de Prusse. En 1740, Frédéric II roi de Prusse le transforma en la Pour le Mérite. En 1810, Frédéric-Guillaume III en modifia le titre en Ordre du mérite militaire.
- Ordre de l'Aigle noir, fondé en 1701 par le roi Frédéric Ier
- Ordre de l'Aigle rouge, ou ordre de l'Aigle de Brandebourg ou ordre de la Sincérité, fondé en 1705 par le Margrave Georges Ier Guillaume de Brandebourg-Bayreuth
- Ordre Pour le Mérite, fondé en 1740, nommé en français la langue de la cour royale, surnommée Blauer Max (« Max bleu »)
- Ordre de la croix de fer, fondé en 1813 par Frédéric-Guillaume III
- Croix de Kulm, crée en 1813 pourcommémorer la Bataille de Kulm, par Frédéric-Guillaume III, décernée aux prussiens et à la garde russe;
- Ordre de Louise (Femmes), fondé en 1814 par Frédéric-Guillaume III
- Ordre des principautés de Hohenzollern, fondé en 1841 par le Prince Frédéric
- Pour le Mérite für Wissenschaften und Künste avec trois sections humanités, sciences naturelles et arts fins, fondé en 1842 le roi Frédéric-Guillaume IV de Prusse
- Ordre de Hohenzollern, fondé en 1851 par le roi Frédéric-Guillaume IV
- Ordre de la couronne, fondé en 1861 par le roi Guillaume Ier
- Ordre du mérite (Femmes), fondé en 1871 par l'empereur Guillaume Ier

### Reuss
- Ordre de la Croix d'honneur

### Saxe (royaume)
- Ordre de chevalerie de la Sincérité, fondé en 1690 par Jean-Georges IV électeur de Saxe et Frédéric III électeur de Brandebourg
- Ordre militaire de Saint-Henri, fondé en 1736 par Frédéric-Auguste II électeur de Saxe, renouvelé en 1829 par le roi Antoine Ier
- Ordre de la Couronne de Saxe ou ordre de la Couronne de Rue, fondé en 1807 par Frédéric-Auguste Ier
- Ordre du Mérite civil de Saxe, fondé en 1815 par Frédéric-Auguste Ier
- Ordre d'Albert, ordre de chevalerie du royaume de Saxe, fondé le 31 décembre 1850 par le roi Frédéric-Auguste II
- Ordre militaire, fondé en 1870 par le roi Jean Ier
- Ordre de Sidonie (femmes), fondé en 1871 par le roi Jean Ier

### Saxe(grand duché)
- Ordre de la Maison ernestine de Saxe, fondé en 1690 par Frédéric Ier

### Saxe-Anhalt
- Ordre d'Albert l'Ours, fondé le 18 novembre 1836 par Henri-Léopold-Frédéric et Alexandre-Charles ducs de Anhalt en remplacement de l'ordre de l'Ours fondé par Sigismond en 1382

### Saxe-Weimar
- Ordre du Faucon blanc, fondé en 1732 par le prince Ernest-Auguste duc de Saxe. Renouvelé en 1815 par le grand-duc Charles-Auguste

### Saxe-Weißenfels
- Ordre de chevalerie de la Noble Passion ou Ordre de Querfurt, fondé en 1704 par Jean-Georges duc de Saxe-Weißenfels

### Schwarzbourg-RudolstadtetSundersausen
- Ordre de la Croix de Schwarsbourg, fondé en 1853 par le Prince Frédéric

### Wurtemberg
- Ordre de chevalerie de la Tête Morte, fondé en 1652 par Silvius Nimrod duc de Wurtemberg. Rétablit en 1709 par Louise-Élisabeth veuve de duc Philippe de Saxe Mesbourg, petite fille du fondateur. Ordre mixte de 1652 à 1709, uniquement féminin à partir de son rétablissement 1709
- Ordre du Mérite militaire du Wurtemberg, fondé en 1759 par le duc Charles II de Wurtemberg
- Ordre de l'Aigle d'Or, fondé en 1702, restructuré et renommé (1818) en ordre de la Couronne de Wurtemberg, par le roi Guillaume Ier
- Ordre de Frédéric, fondé en 1856 par le roi Guillaume Ier
- Ordre d'Olga (Femmes), fondé en 1871 par le roi Charles Ier ;

## Allemagne nazie
- Ordre du sang : créé en 1934. Aboli en 1945.
- Ordre de la Croix de Fer : ordre d'origine prussienne, rétabli en 1939. Aboli en 1945.
- Ordre de l'Aigle allemand : créé en 1937. Aboli en 1945.
- Ordre Allemand : créé en 1942. Aboli en 1945.

## Depuis 1945

### République démocratique allemande
- Ordre de Karl-Marx : créé en 1953. Disparu en 1990.
- Ordre du Mérite de la Patrie : créé en 1954. Disparu en 1990.
- Ordre du Drapeau du Travail : créé en 1954. Disparu en 1990.
- Ordre de l'Étoile de l'Amitié des Peuples : créé en 1959. Disparu en 1990.
- Ordre de Blücher : créé en 1968. Disparu en 1990.

### République fédérale d'Allemagne
- Ordre du Mérite de la République fédérale d'Allemagne : créé en 1951 par le président Theodor Heuss.